# Tito Collevati
Tito Collevati (Voghera, 4 febbraio 1891 – Ferrara, 25 febbraio 1941) è stato un ginnasta italiano.
Ha partecipato alle Olimpiadi 1908 tenutesi a Londra, in cui la rappresentativa italiana maschile si è classificata al sesto posto nel concorso a squadre. 